# نراد وهاری
نراد وهاری (نام علمی: Abies vejarii) نام یک گونه از سرده نراد است.